# L'Homme du train (film, 2002)
Pour l’article homonyme, voir L'Homme du train (film, 1958).
Pour plus de détails, voir Fiche technique et Distribution.
L'Homme du train est un film français réalisé par Patrice Leconte sorti en 2002. Le film est présenté en sélection  officielle et en compétition à la Mostra de Venise en 2002.

## Synopsis
Milan (Johnny Hallyday), un homme au physique marqué (du genre gangster) ayant pour seul bagage un sac de voyage, descend d'un train dans la petite ville d'Annonay, en Ardèche. Il souffre de migraines et passe donc à la pharmacie pour acheter de l'aspirine. Il y rencontre Manesquier (Jean Rochefort), un professeur de français à la retraite qui vit coincé entre ses souvenirs et ses petites habitudes. Ce dernier lui propose l'hospitalité, Milan l'accepte. Se crée alors entre Milan, taciturne et cynique, et Manesquier, grand bavard adepte du monologue alambiqué, une relation faite de fascination mutuelle et d'amitié.
Le lendemain Milan rencontre Max (Charlie Nelson), une ancienne connaissance, qui lui propose de braquer la banque locale avec l'aide de Sadko (Pascal Parmentier), un chauffeur qui ne dit qu'une phrase par jour à dix heures précises depuis sept ans, et Luigi (Jean-François Stévenin), un ami alcoolique de Milan. Milan accepte à demi-mot. L'attaque doit avoir lieu le samedi après-midi.
Au moment même du méfait, Manesquier doit subir un triple pontage cardiaque dont il craint de ne pas sortir vivant. Durant les trois jours qui précèdent l'opération, il connaît une « vie d'aventurier » auprès de Milan : il apprend à tirer au pistolet, ose demander à un jeune délinquant de se taire dans un restaurant, et fait dire à sa sœur (Édith Scob) que son mari est « un con ». À l'inverse, Milan apprend les joies de la vie pantouflarde et monotone auprès de Manesquier. Chaque homme apprend de l'autre, chacun souhaite avoir la vie de l'autre. Manesquier propose à Milan de le payer pour qu'il ne fasse pas le braquage, ce dernier refuse.
Pourtant le samedi après-midi tourne au drame et les deux hommes meurent. Le hold-up est en réalité un piège tendu par Max et Sadko qui « balancent » leurs complices à la police. Milan en cherchant à s'enfuir est abattu par un opérateur du GIGN en voulant sauver Luigi, alors que Max et Sadko s'enfuient sans les avertir. Au même moment, l'opération chirurgicale menée sur Manesquier échoue et ce dernier décède peu de temps après.

## Fiche technique
- Titre original : L'Homme du train
- Titre anglais : Man on the Train
- Réalisation : Patrice Leconte
- Scénario : Claude Klotz
- Photographie : Jean-Marie Dreujou
- Montage : Joëlle Hache
- Musique : Pascal Estève
- Production : Philippe Carcassonne
- Société de production : Ciné@
- Distribution : Pathé, Paramount Classics
- Budget : 5 000 000 €[1]
- Format : couleur - Super 35mm - 2,35:1 - DTS/Dolby Digital
- Genre : drame
- Pays :  France,  Royaume-Uni,  Allemagne,  Japon
- Durée : 90 minutes
- Dates de sortie[2] :
  - France et Belgique : 2 octobre 2002
  - États-Unis : 9 mai 2003 (sortie limitée)

## Distribution
- Jean Rochefort : Manesquier
- Johnny Hallyday : Milan
- Jean-François Stévenin : Luigi
- Pascal Parmentier : Sadko
- Charlie Nelson : Max
- Isabelle Petit-Jacques : Viviane (la maîtresse de Manesquier)
- Édith Scob : la sœur de Manesquier
- Maurice Chevit : le coiffeur
- Armand Chagot : le jardinier de Manesquier
- Jean-Jacques Cornillon : le banquier
- Yves Belluardo :  le clochard

## Production

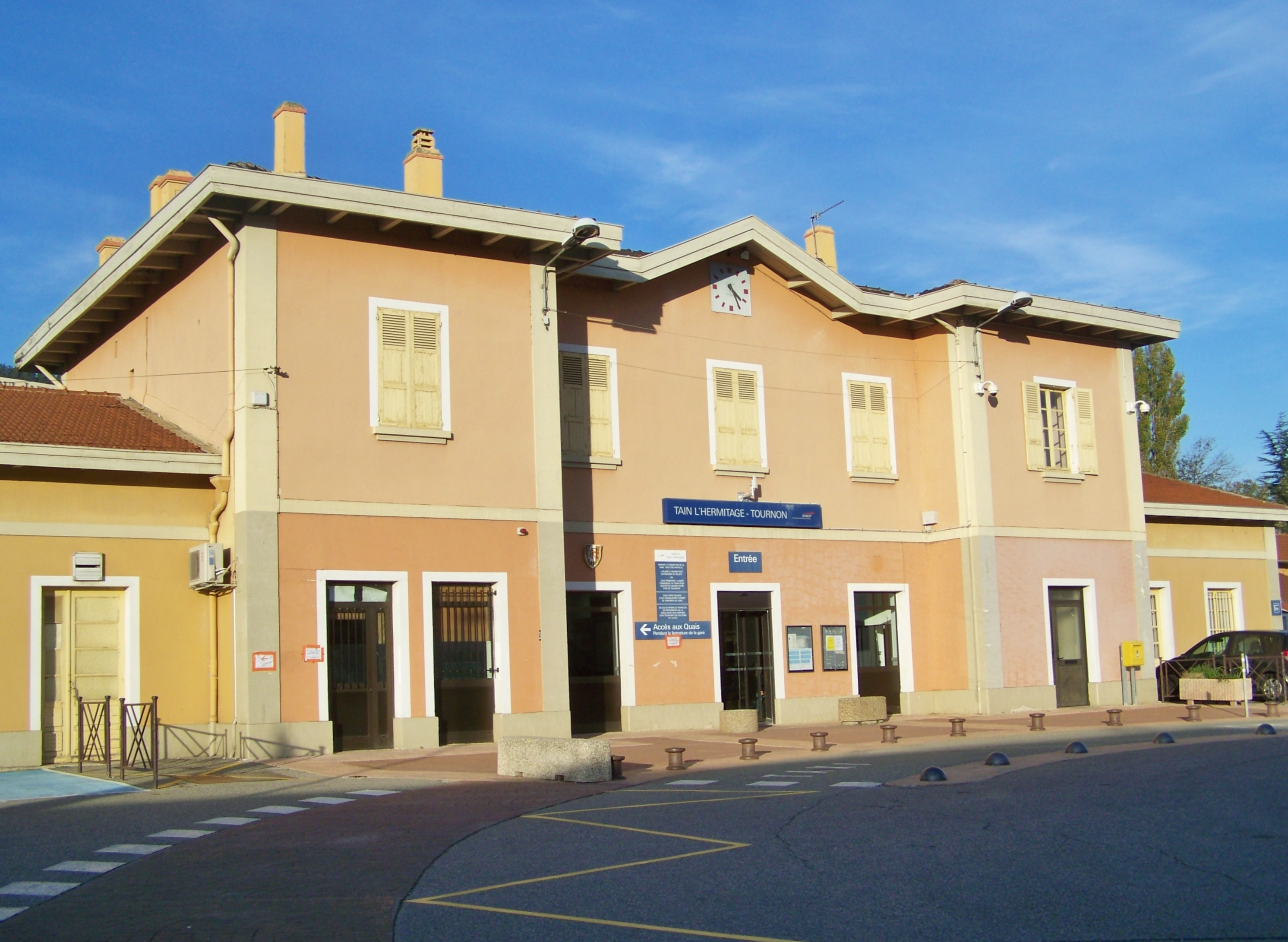
Gare de Tain-l'Hermitage, 2012.

### Lieux de tournage
Le film a été tourné dans sa grande majorité à Annonay, une ville du nord du département de l'Ardèche. Elle est la commune la plus peuplée du département (près de 17 000 habitants en 2015) bien qu'elle n'en soit pas la préfecture qui en compte moitié moins.
Le personnage interprété par Johnny Hallyday arrive à la gare d'Annonay, mais la scène a été tournée à la gare de Tain-l'Hermitage - Tournon. En effet, en 2002, Annonay ne disposait déjà plus de gare ni de voies ferrées depuis 10 ans. 
L'Ardèche est par ailleurs le seul département métropolitain à ne plus disposer de trains de voyageurs, bien qu'une partie du réseau ferré soit encore exploitée pour le transport de marchandises et une autre pour la circulation touristique (le Chemin de fer du Vivarais entre Saint-Jean-de-Muzols et Lamastre).

## Réception
L'Homme du train fut un très grand succès critique à sa sortie, que ce soit en France ou dans les pays anglophones : il obtient une note moyenne de 4.0⁄5 sur le site Allociné, basé sur 23 titres de presse. Sur le site Rotten Tomatoes, le film recueille 92 % d'avis positifs sur les 111 commentaires collectés et une note moyenne de 7.5⁄10, tandis qu'il obtient le score de 75⁄100 sur le site Metacritic, basé sur 36 commentaires collectés.
Le film ne rencontre pas un grand succès commercial en France, puisque, distribué dans 200 salles, il ne totalise que 265 931 entrées en sept semaines au box-office, mais lors de sa sortie aux États-Unis, L'Homme du train rapporte 2 542 020 $ de recettes au box-office après vingt-neuf semaines, alors qu'il est distribué dans 85 salles, ce qui est un résultat très honorable pour un film non anglophone. Le distributeur américain, Paramount Classics, salua avec enthousiasme l'accueil reçu par ce film sur le territoire américain.
Les recettes mondiales atteignent près de 7,6 millions de dollars.

## Distinctions
- Johnny Hallyday a obtenu le prix Jean-Gabin pour son interprétation. (2003)
- Meilleur film étranger au Florida Film Critics Circle (2004) et au Los Angeles Film Critics Association (2003) et au Seattle Film Critics Awards (2003)
- Meilleur comédien pour Jean Rochefort aux Lumières de la presse internationale (2003)

## Autour du film
Johnny Hallyday et Jean-François Stévenin ont joué cinq fois ensemble : La Gamine (1991), Love Me (2000), dans l'épisode Kidnapping de la série télévisée Commissaire Moulin (2005). En 2002, le chanteur fait une apparition (dans son propre rôle), dans Mischka, film réalisé par Stévenin qui est devant et derrière la caméra.